# Tribal Thunder
 (janvier 2023).
Albums de Dick Dale
Summer Surf
(1964)
Tribal Thunder est le sixième album studio de surf music de Dick Dale. Il est sorti en 1993.

## Pistes
1. "Nitro" – 3:19
2. "The New Victor" – 2:48
3. "Esperanza" – 3:52
4. "Shredded Heat" – 2:45
5. "Trail Of Tears" – 4:52
6. "Caravan" – 4:47
7. "The Eliminator" – 2:25
8. "Speardance" – 5:37
9. "Hot Links (Caterpillar Crawl/Rumble)" – 5:59
10. "The Long Ride" – 3:57
11. "Tribal Thunder" – 6:21
12. "Misirlou" (version acoustique, titre caché sur le CD) – 2:29